# Larissa França
Larissa França Maestrini (Cachoeiro de Itapemirim, 14 de abril de 1982) é uma jogadora de voleibol de praia brasileira, que atua como defensora e atacante. Ao lado da parceira Juliana, conquistou os seus principais títulos como o heptacampeonato do Circuito Mundial, o bicampeonato nos Jogos Pan-Americanos e o título do Campeonato Mundial, em 2011.
É a maior vencedora de etapas do Circuito Mundial na história, com 61 medalhas de ouro. Além disso, é a atleta que mais arrecadou em premiações no Circuito Mundial na história, com 1.669.735 dólares, estabelecendo duas vezes o recorde de maior arrecadação em uma temporada, em 2005 e 2015.

## Carreira
Larissa nasceu no Espírito Santo e se mudou ainda jovem para o Pará, inicialmente em Paragominas. Sempre entusiasta de esportes, chegou a praticar basquetebol e handebol além do voleibol. Já em Belém, ganhou uma bolsa para jogar vôlei no Colégio Marista, e seu técnico a recomendou para um treinador de vôlei na Tuna Luso Brasileira, levando Larissa a defender a equipe da Tuna. Em 2001, mudou para o voleibol de praia ao visitar um projeto da CBV para formar novos jogadores de praia em Fortaleza, onde conheceu suas eventuais parceiras Ana Richa e Juliana Silva. No ano seguinte, formou uma dupla com Richa que fechou 2002 como terceira colocada no circuito brasileiro. Uma hérnia de disco forçou Larissa a entrar na fisioterapia em vez de disputar o mundial sub-21, mas após retornar ao vôlei venceu junto de Richa o bronze nos Jogos Pan-Americanos de 2003. Em 2004, Juliana, que havia jogado com Larissa em Fortaleza, voltou à atividade após uma lesão no joelho e se tornou sua nova parceira, já rendendo vice-campeonatos no mundial e brasileiro atrás de Adriana Behar e Shelda Bedê.
Ao lado de Juliana, Larissa conquistou o Circuito Brasileiro e o Circuito Mundial em 2005. Ganharam também os mesmos torneios em 2006. Em 2007, Larissa levou, ao lado de Juliana, o ouro dos Jogos Pan-Americanos de 2007, na cidade do Rio de Janeiro. Ainda nesse ano, conquistou o título de rainha da praia. No Circuito Brasileiro de 2008 jogou algumas etapas com Vivian Cunha, conquistando o título da temporada de forma antecipada. Em março deste ano, ainda com Vivian, enfrentou Juliana e Talita Antunes, conquistando o bicampeonato e a coroa de rainha da praia. Devido a uma contusão de Juliana, Larissa disputou os Jogos Olímpicos de 2008, em Pequim, ao lado de Ana Paula Connelly. A dupla foi eliminada nas quartas de final pela parceria formada por Kerry Walsh e Misty May-Treanor.
No início de 2011, Larissa e sua parceira, Juliana, derrotaram a dupla americana formada por Kerri Walsh e Brooke Hanson e, com a vitória da dupla masculina brasileira Ricardo e Márcio sobre Rogers e Dalhausser, o Brasil venceu o Desafio Brasil x Estados Unidos de Vôlei de Praia. Em junho de 2011, depois de dois vice-campeonatos mundiais entre 2005 e 2009, tornou-se campeã mundial de vôlei de praia feminino ao lado de Juliana, em Roma, derrotando as bicampeãs olímpicas Kerri Walsh e Misty May-Treanor, dos Estados Unidos.
Em 2012, junto com sua parceira Juliana, perdeu a chance de disputar o inédito ouro nas Olimpíadas de Londres, ao perder na semifinal para Jennifer Kessy e April Ross, que as derrotaram no Mundial de 2009. Na disputa pelo bronze, venceram as chinesas Zhang e Xue de virada por 2 sets a 1, fazendo de Larissa a primeira cachoeirense a conquistar uma medalha olímpica.
Em 16 de julho de 2014, Larissa anunciou o seu retorno ao vôlei de praia, desta vez em dupla com a jogadora Talita, para tentar uma nova medalha olímpica nos Jogos do Rio de Janeiro, em 2016. A dupla garantiu sua vaga ao somar mais pontos nos nove eventos de maior relevância do Circuito Mundial de 2015.
Com a jovem Ana Patrícia Ramos disputou a segunda edição do Campeonato Mundial de Vôlei de Praia em 2017 no Rio de Janeiro e conquistaram a medalha de prata e ao lado de Talita Antunes conquistou o bronze na edição do FIVB World Tour Finals de 2017 disputada em Hamburgo.

## Vida pessoal
Aposentou-se em dezembro de 2012 para realizar o sonho de ser mãe. Em julho de 2013, assumiu publicamente seu relacionamento com a também jogadora de vôlei de praia Liliane Maestrini. Casaram-se em Fortaleza e nos anos seguintes tentaram por duas vezes gerar filhos por fertilização in vitro, mas ambas as gestações tiveram Larissa sofrendo aborto espontâneo.

## Títulos
- Jogos Olímpicos: Medalha de bronze em 2012[11]
- Campeonato Mundial: 2011[10]
- Circuito Mundial: 2005, 2006, 2007, 2009, 2010, 2011 e 2012
- World Tour Finals: 2015[17]
- Jogos Pan-Americanos: 2007 e 2011
- Circuito Brasileiro: 2005, 2006, 2007, 2008, 2010, 2011 e 2015[18]

## Premiações individuais
- Melhor Levantadora do Circuito Mundial de Vôlei de Praia de 2017[19]
- Melhor Jogadora Ofensiva do Circuito Mundial de Vôlei de Praia de 2017[19]
- MVP do Circuito Brasileiro Banco do Brasil de 2016-17[20]
- Melhor Passe/Recepção do Circuito Brasileiro Banco do Brasil de 2016-17[20]
- Melhor Defesa do Circuito Brasileiro Banco do Brasil de 2016-17[20]
- Melhor levantadora do Circuito Brasileiro Banco do Brasil de 2016-17[20]
- Melhor Jogadora Ofensiva do Circuito Mundial de Vôlei de Praia de 2016[19]
- Melhor Levantadora do Circuito Mundial de Vôlei de Praia de 2016[19]
- MVP do Circuito Brasileiro Banco do Brasil de 2015-16[20]
- Craque da Galera do Circuito Brasileiro Banco do Brasil de 2015-16[20]
- Melhor Saque do Circuito Brasileiro Banco do Brasil de 2015-16[20]
- Melhor Recepção/Passe do Circuito Brasileiro Banco do Brasil de 2015-16[20]
- Melhor Defesa do Circuito Brasileiro Banco do Brasil de 2015-16[20]
- Melhor Levantadora do Circuito Brasileiro Banco do Brasil de 2015-16[20]
- Melhor Jogadora Ofensiva do Circuito Mundial de Vôlei de Praia de 2015[19]
- Jogadora Mais Marcante (MOP) do Circuito Mundial de Vôlei de Praia de 2015[19]
- MVP do Circuito Brasileiro Banco do Brasil de 2014-15[21]
- Craque da Galera do Circuito Brasileiro Banco do Brasil de 2014-15[21]
- Melhor Saque do Circuito Brasileiro Banco do Brasil de 2014-15[21]
- Melhor Recepção/Passe do Circuito Brasileiro Banco do Brasil de 2014-15[21]
- Melhor Defesa do Circuito Brasileiro Banco do Brasil de 2014-15[21]
- Melhor Levantadora do Circuito Brasileiro Banco do Brasil de 2014-15[21]
- Melhor Levantadora do Circuito Mundial de Vôlei de Praia de 2014[19]
- Melhor Levantadora do Circuito Mundial de Vôlei de Praia de 2012[19]
- MVP do Circuito Brasileiro Banco do Brasil de 2011[22]
- Melhor Levantadora do Circuito Brasileiro Banco do Brasil de 2011[22]
- Melhor Levantadora do Circuito Mundial de Vôlei de Praia de 2011[19]
- MVP do Circuito Brasileiro Banco do Brasil de 2010[23]
- Melhor Saque do Circuito Brasileiro Banco do Brasil de 2010[23]
- Melhor Levantadora do Circuito Brasileiro Banco do Brasil de 2010[23]
- Melhor Levantadora do Circuito Mundial de Vôlei de Praia de 2010[19]
- MVP do Circuito Brasileiro Banco do Brasil de 2006[24]
- Melhor Saque do Circuito Brasileiro Banco do Brasil de 2006[24]
- Melhor Defesa do Circuito Brasileiro Banco do Brasil de 2006[24]
- Melhor Jogadora Defensiva do Circuito Mundial de Vôlei de Praia de 2014[19]
- Melhor Jogadora Defensiva do Circuito Mundial de Vôlei de Praia de 2012[19]
- Melhor Jogadora Defensiva do Circuito Mundial de Vôlei de Praia de 2009[19]
- Melhor Atacante do Circuito Mundial de Vôlei de Praia de 2010[19]
- Melhor Levantadora do Circuito Mundial de Vôlei de Praia de 2009[19]
- Melhor Atacante do Circuito Mundial de Vôlei de Praia de 2008[19]
- Melhor Levantadora do Circuito Mundial de Vôlei de Praia de 2008[19]
- Melhor Levantadora do Circuito Mundial de Vôlei de Praia de 2007[19]
- Jogadora Mais Marcante (MOP) do Circuito Mundial de Vôlei de Praia de 2006[19]
- Melhor Levantadora do Circuito Mundial de Vôlei de Praia de 2006[19]
- Revelação do Circuito Brasileiro Banco do Brasil de 2003[25]